# Ribnitzer Rebbe
Pour les articles homonymes, voir Abramovitz.
Chaim Zanvl Abramowitz (hébreu : חיים זנוויל אברהמוביץ, né le 31 décembre 1892, ou en 1902, à Botoşani, en Roumanie – mort le 18 octobre 1995, Monsey, État de New York, États-Unis), connu comme le  Ribnitzer Rebbe est un rabbin hassidique américain, d'origine roumaine.

## Biographie
Chaim Zanvl Abramowitz est  né en 1902, à Botoşani, Roumanie,,. Il est le fils de Moshe Abramowitz et de Yita Tziporah Herman - Abramowitz. Il a un frère:  Yitzchok Abramowitz (né circa 1889 et mort circa 1976, enterré à Haifa, en Israël ).

### Orphelin
Il perd son père alors qu'il n'a que deux ans et demi et il est élevé dans la maison du rabbin Yehudah Aryeh Leib Frankel de Botoșani (Botoshan), en Moldavie roumaine.
Il est particulièrement proche du Rabbin Avraham Matisyahu Friedman (1847-1933) de Stefanesht (Ștefănești (Botoșani)), en Roumanie, petit-fils du Ruzhiner Rebbe (Yisrael Friedman de Ruzhin) (1796-1850), qui, n'ayant pas d'enfant, l’adopte et l’ élève comme son fils.

### Études
Il étudie, en particulier, la Shechita et la Milah, deux domaines où il se distingue, plus tard, durant le stalinisme.

### Ascétisme
Dès sa jeunesse il se distingue par sa conduite ascétique. Il se livre à des jeûnes et à des sigufim (actes d'abnégation) qui rappellent les pratiques des disciples du Baal Shem Tov. Il jeûne tous les jours pendant la majeure partie de sa vie, enveloppé dans son Talit et ses Tephillin. Il s'immerge dans un Mikvé deux fois par jour, devant régulièrement briser la rivière gelée avec une hache pour pouvoir se laver avant de prier. Et son Tikkun Chatzos (prière rituelle juive récitée chaque soir après minuit comme expression de deuil et de lamentation à la suite de la destruction du Temple de Jérusalem) – complet avec un sac et des cendres – secoue la pièce, ses sanglots déchirants pouvent être entendus pendant des heures.

### Seconde Guerre mondiale
Durant la Seconde Guerre mondiale, il erre d'un endroit à l'autre jusqu'à ce qu'il atteigne Tchernowitz (Tchernivtsi (aujourd'hui en Ukraine), qui était sous régime communiste.

### Après la Seconde Guerre mondiale

#### Rîbnița
Au lendemain de la Seconde Guerre mondiale, de nombreux rabbins quittent les zones occupées par la Russie, en raison des difficultés rencontrées pour maintenir une vie juive religieuse sous le régime communiste, mais il reste dans la ville de Rîbnița. Malgré les interdictions gouvernementales, il agit comme Rebbe hassidique, shochet et mohel,.

#### Jérusalem
Après la chute du rideau de fer, en 1970 ou en 1973, il immigre en Israël et s'installe à Bat-Yam puis à Jérusalem, dans le Kiryat Mattersdorf (quartier de Mattersdorf).

#### États-Unis
Il s'installe en 1974 aux États-Unis. Il vit à Miami, Los Angeles, Boro Park (Brooklyn et Sea Gate (Brooklyn), avant de finalement s'installer à Monsey dans l'État de New York.

#### Rabbin miraculeux
Il est connu pour ses actes "miraculeux". Ses prières se traduisent par des guérisons, des naissances, des mariages, et de l'emploi. Même après sa mort, sa tombe attire une foule en quête de bénédictions.

#### Famille
Il épouse Sara Berman, née en 1882 à Rezina en Moldavie et morte le 17 septembre 1979. Elle est la fille de Shlomo Berman et de Miriam Berman.
Il épouse en second (ou premier) mariage Fruma Rosengart, mariée en premier (ou en second) avec Mordechei Friedman. Elle est la fille de Efraim Fischel Rosengurt et de Hinde Tannenbaum,. Efraim Fischel Rosengurt est né en 1860 et est mort en 1941. Fruma est morte à Jérusalem. Elle est la deuxième épouse de Mordechai Friedman. Mordechai Friedman est né circa 1902 et est mort en 2002 à Manhattan, New York.
Il épouse en troisième mariage, Freida Milka Neiman. Elle est née le 19 janvier 1947 à Schwandorf en Allemagne et est morte le 21 mars 2015, dans le New Jersey. Elle est enterrée à Monsey dans l'État de New York. Elle est la fille de Chaim Sender Neiman de Sima Ruchel Weiss. C'est son second mariage. Elle a trois enfants, dont Sarah Rivka Bluzenstein et Yitta Nechume Kohn. Chaim Sender Neiman est né le 24 mai 1909 à  Vișeu de Mijloc, Maramureș, en Roumanie et est mort le 18 novembre 2005 à	May 24, 1909 à Manhattan, New York. Il est enterré à Monsey, dans l'État de New York.
Le Ribnitzer Rebbe n'a pas d'enfant.

#### Mort
Il est mort le 18 octobre 1995, (24 Tishrei, Isru Chag Souccot) à Monsey, dans l'État de New York, où il est enterré, dans le cimetière de Vizhnitz, à l'intersection de la Route 306 et de Brick Church Road à Spring Valley, État de New York. Sa tombe est un lieu de pélerinage.